# Trieces latitarsis
Trieces latitarsis är en stekelart som först beskrevs av Pierre L. G. Benoit 1955.  Trieces latitarsis ingår i släktet Trieces och familjen brokparasitsteklar. Inga underarter finns listade i Catalogue of Life.